# The Astro-Zombies
Pour les articles homonymes, voir The Astro Zombies (homonymie).
Pour plus de détails, voir Fiche technique et Distribution.
The Astro-Zombies est un film américain réalisé par Ted V. Mikels, sorti en 1968.

## Synopsis
En pleine conquête de l'espace, le Dr DeMarco (John Carradine) et son assistant Juan tentent de créer des astronautes aux super-cerveaux. Il a fabriqué une machine qui lui permet de transférer les mémoires de grands chercheurs (ingénieurs, médecins, physiciens) dans un seul et même corps. Ce processus ayant pour effet de transformer les cobayes non-consentants en des astro-zombies. Or son premier essai est un échec car il transfère la mémoire d'un tueur en série dans le corps d'un accidenté de la route. Devenu incontrôlable, il se met à commettre différents meurtres. Deux policiers vont ainsi mettre à jour ce dangereux complot. Le temps est compté car un groupe d'espions d'une puissance étrangère veut aussi accaparer les recherches du savant diabolique.

## Fiche technique
- Titre : The Astro-Zombies
- Réalisation : Ted V. Mikels
- Scénario : Ted V. Mikels et Wayne Rogers
- Production :  Kenneth Altose, Ted V. Mikels et Wayne Rogers
- Photographie : Robert Maxwell
- Montage : Ted V. Mikels
- Pays d'origine : États-Unis
- Format : Couleurs - 1,85:1 - Mono
- Genre : Horreur et science-fiction
- Durée : 92 minutes
- Dates de sortie : 1968

## Distribution
- Wendell Corey : Holman
- John Carradine : Dr. DeMarco
- Tom Pace : Eric Porter
- Joan Patrick : Janine Norwalk
- Tura Satana : Satana
- Rafael Campos : Juan

## Suites
Le film va connaitre trois suites : Mark of the Astro-Zombies (2002), Astro-Zombies M3: Cloned (2010) et prochainement Astro-Zombies M4: Invaders From Cyberspace. 